# Mark Kerry
Mark Kerry (Australia, 4 de agosto de 1959) es un nadador australiano retirado especializado en pruebas de estilo espalda, donde consiguió ser campeón olímpico en 1980 en los 4 x 100 metros estilos.

## Carrera deportiva
En los Juegos Olímpicos de Moscú 1980 ganó la medalla de oro en los relevos de 4 x 100 metros estilos (nadando el largo de espalda), con un tiempo de 3:45.70 segundos por delante de la Unión Soviética y Reino Unido, y el bronce en los 200 metros espalda, tras los nadadores húngaros Sándor Wladár y Zoltán Verrasztó.
Cuatro años después, en las Olimpiadas de Los Ángeles 1984 ganó el bronce en los relevos de 4 x 100 metros estilos.